# Zentralschnitt-Theorem
Das Zentralschnitt-Theorem (auch Fourier-Schnitt-Theorem) ist ein Theorem aus dem Bereich der Signaltheorie. Es besagt, dass die Projektion einer Funktion {\displaystyle f(x,y)} in der Richtung {\displaystyle \Theta } die eindimensionale Fourier-Transformation des Schnitts durch {\displaystyle F(u,v)} in der Richtung {\displaystyle \Theta } ist, wobei {\displaystyle u} bzw. {\displaystyle v} die mit {\displaystyle x} bzw. {\displaystyle y} korrespondierenden Raumfrequenzen sind. Der Schnitt geht dabei stets durch den Ursprung im Fourier-Raum ({\displaystyle u=v=0}).
Das Theorem geht auf den australischen Physiker Ronald Bracewell zurück, der es im Jahr 1956 zunächst im Bereich der Radioastronomie angewandt hatte.

## Beweis

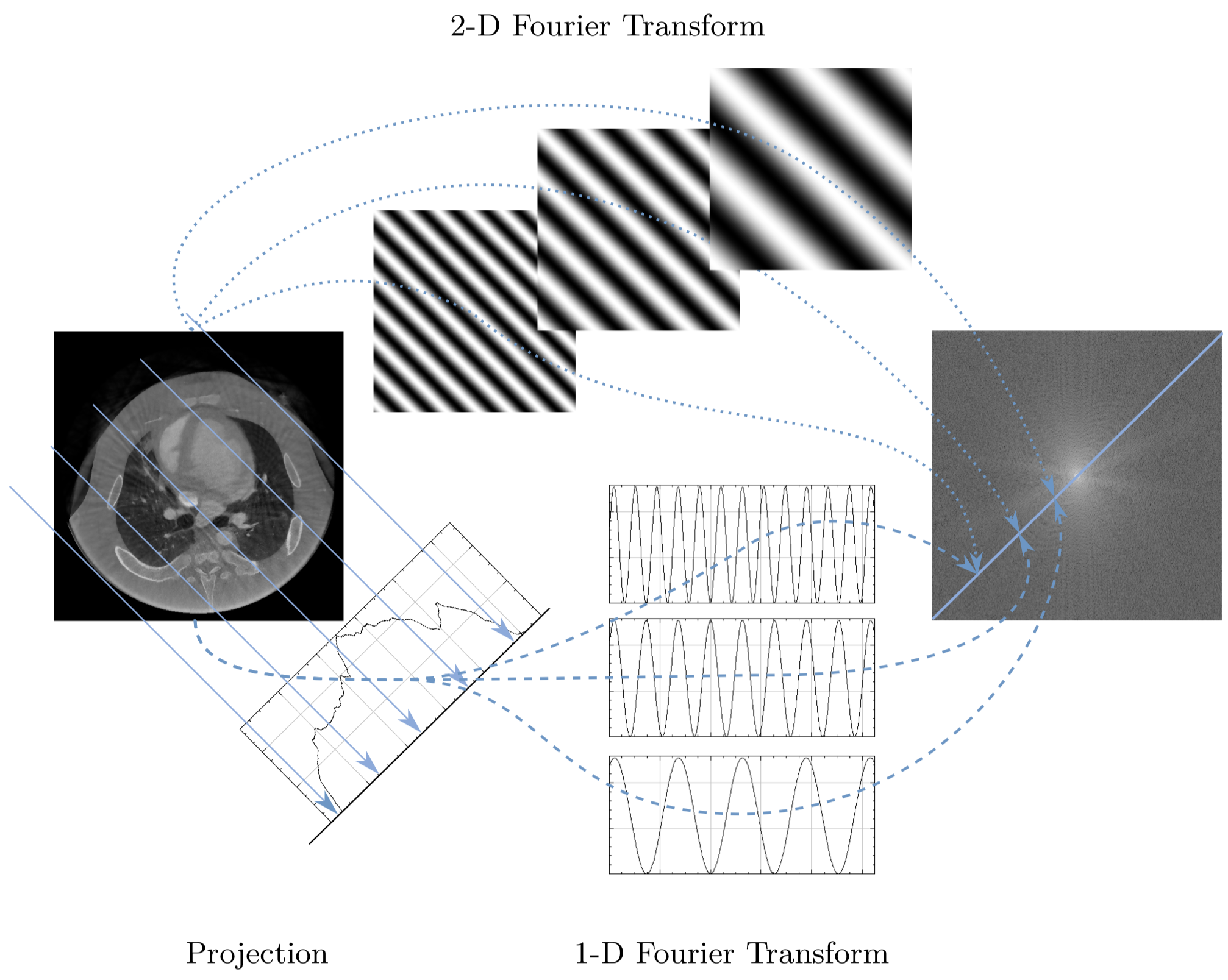
Veranschaulichung des Zentralschnitt-Theorems

Es soll gezeigt werden, dass der Schnitt {\displaystyle F(u,0)} entlang der {\displaystyle u}-Achse (im Fourier-Raum) die eindimensionale Fourier-Transformation der Projektion auf die {\displaystyle x}-Achse im realen Raum ist, also {\displaystyle \int _{-\infty }^{\infty }f(x,y)dy}.
Die zweidimensionale Fourier-Transformation der Funktion {\displaystyle f(x,y)} lautet:
{\displaystyle F(u,v)=\int _{-\infty }^{\infty }\int _{-\infty }^{\infty }f(x,y)e^{-i2\pi (ux+vy)}dxdy}.
Um den Schnitt entlang der {\displaystyle u}-Achse zu erhalten, wird für {\displaystyle v} der Wert {\displaystyle 0} eingesetzt. Das ergibt:
{\displaystyle F(u,0)=\int _{-\infty }^{\infty }\left[\int _{-\infty }^{\infty }f(x,y)dy\right]e^{-i2\pi ux}dx}.
Der Ausdruck in den eckigen Klammern entspricht der oben beschriebenen Projektion. Damit beschreibt {\displaystyle F(u,0)} die eindimensionale Fourier-Transformation dieser Projektion.
Dieser Beweis lässt sich auf den allgemeinen Fall ausweiten, da er auch für beliebig verschobene oder rotierte Projektionen gilt. Das Zentralschnitt-Theorem gilt auch in höheren Dimensionen.

## Anwendung
Das Zentralschnitt-Theorem wird etwa im Bereich der tomografischen Rekonstruktion angewendet. Indem Projektionen aus verschiedenen Winkeln eines Objekts erstellt werden, kann das Objekt im Fourier-Raum beschrieben werden und damit auch im realen Raum, über eine inverse Fourier-Transformation.
In der Computertomographie wird das Messinstrument um die Probe rotiert und erstellt so Projektionen aus verschiedenen Winkeln. In der Elektronenmikroskopie ist das Messinstrument meist statisch, während die Probe schrittweise geneigt wird und so Projektionen aus verschiedenen Winkeln erstellt werden.